# Jean Sendy
Jean Sendy (1910 – 1978) è stato uno scrittore e traduttore francese, autore di opere sull'esoterismo e l'ufologia. Fu anche uno dei primi sostenitori dell'ipotesi paleoastronautica.

## Teoria degli antichi astronauti
Sendy nel 1968 scrisse il libro "La luna: la chiave della Bibbia" in cui affermava che la parola "Elohim" presente nel testo ebraico originale della Bibbia, tradizionalmente tradotta con Dio, dovrebbe invece essere tradotta con il plurale "Dei", perché il singolare della parola "Elohim" è "Eloah". Sosteneva che i cosiddetti "Dei" erano invece viaggiatori spaziali (una forma antropomorfa di vita extraterrestre). Sendy credeva che la Genesi raccontasse la storia di antichi astronauti che colonizzarono la terra e diventarono angeli nella memoria umana.
Nel suo libro del 1969 «Quegli dèi che hanno fatto il cielo e la terra», Sendy affermava che viaggiatori spaziali 23.500 anni fa arrivarono nel sistema solare all'interno di una grande sfera vuota e diedero origine all'umanità.

## Elenco delle opere
- La luna: la chiave della Bibbia (1968) edizione successiva (1974)
- Quegli dèi che hanno fatto il cielo e la terra; il romanzo della Bibbia (1969) successiva edizione (1972) ISBN 0-425-02130-0
- L'arrivo degli dei (1970) successiva edizione (1973) ISBN 0-425-02398-2
- Luna avamposto degli dei (1975) ISBN 0-425-02798-8

## Conferenze pubbliche
- Primo Congresso Nazionale sulla Fantascienza - Clermont-Ferrand, Francia, dal 1º al 10 marzo 1974